# Bart Simpson
Bart Simpson (anglès: Bartholomew JoJo Simpson)  (Springfield, 23 de febrer de 1979) és un personatge fictici de la sèrie animada Els Simpson, la veu original del qual en anglès és de Nancy Cartwright (actriu). A Espanya és doblat per Sara Vivas. A Hispanoamèrica la veu va ser posada primerament fins a la novena temporada (inclosa) per Marina Huerta, després va ser reemplaçada fins a la quinzena temporada (inclosa) per Claudia Mota, per tornar a ser reprès per Marina Huerta. La veu de la sèrie en català és de Mònica Padrós.
Bart és fill de Homer i Marge, i germà de Lisa i Maggie. Té 10 anys, és un mal estudiant i bastant bromista. El seu nom és un anagrama de "brat", que en anglès significa "mocós malcriat". La seva ideologia és "jo no ho vaig fer, ningú em va veure, no poden demostrar-lo".
Bart és decididament el més rebel de la família. És un noi simpàtic i també molt enxampo, que fa moltes bromes amb el seu millor amic Milhouse. Estudia a l'escola de Springfield, encara que no li va molt bé; sempre és castigat per les seves bromes, amb la qual cosa es queda sempre en classe a escriure en la pissarra el que no ha de fer. Segueix els programes del seu ídol Krusty el Pallasso. És desobedient i fa tot el que li passa pel cap. Però als ulls de la seva mare és un nen bo que mereix totes les oportunitats i desitjos del món, i Bart sap aprofitar-se d'això; convertint-lo en un "nen de mamà". Bart discuteix sempre amb la seva germana Lisa per raó de la diferència totalment oposada de caràcters.
Bart Simpson va heretar del seu pare el gen de l'estupidesa, un gen que es troba en el cromosoma Y, sent els homes Simpson els únics que hereten el gen. En un episodi es contradiu aquesta versió, fet que es considera part de la ironia de la sèrie.
En el transcurs de la sèrie es pot veure que en les primeres temporades era indiscutiblement el personatge principal d'aquesta, però passant les temporades queda relegat a un paper secundari, atès que el seu pare Homer assumeix el rol de personatge principal. Això ocorre perquè Homer fa més fàcil l'autoidentificació amb el teleespectador mitjà dels Simpson, a més que un guió cenyit al personatge adult fa més accessible la crítica social que realitza la sèrie.
Encara que Bart sempre és creador de trapellades, de vegades aquestes li juguen males passades, com la vegada que per trobar en el carrer un bitllet de $20 dòlars, va anar amb Milhouse a comprar una beguda excessivament carregada de sucre i ambdós es "droguen" amb la beguda (irònicament demostrada en l'episodi) i apareix l'endemà dormint amb l'uniforme dels Escoltes, on el professor és Ned Flanders.
Per a complicar encara més si pot ser la trama dels Simpson, Bart té en l'actor secundari Bob Terwilliger el seu enemic mortal des que va destapar un complot contra el Pallasso Krusty, acusat d'un atracament, que realment havia estat simulat per Bob disfressat de Krusty. Els motius segons Bob haurien estat que, a banda que Krutsy ho relegava a ser el secundari, no oferia continguts culturals en el programa infantil en el qual els dos treballaven. A partir d'aquest episodi, la meta de Bob consisteix a matar a Bart, intentant-lo en multitud d'episodis repartits per la sèrie; en una altra ocasió, Bart va ser enviat a una Escola Militar on va demostrar increïble maneig amb les armes, prova d'això és que va aconseguir disparar un míssil contra el vehicle estacionat del director Skinner tot i trobar-se a una distància considerable.
Time el va nomenar una de les 100 persones més importants del segle XX, i Entertainment Weekly el va nomenar Artista de l'Any el 1990. Cartwright ha rebut reconeixements per la seva interpretació de Bart, incloent-hi un Primetime Emmy Award el 1992 i un Premi Annie el 1995. L'any 2000, Bart i la resta de la família Simpson van ser homenatjats amb una estrella al Passeig de la Fama de Hollywood

## Edat
Els Simpson utilitza una línia de temps flotant, en què els personatges o no envelleixen o envelleixen mínimament; sempre es presumeix que la sèrie té lloc l'any actual.  Sempre té deu anys, Bartholomew, més conegut pel seu nom abreujat Bart, és el fill gran i únic fill de Homer i Marge Simpson;; té dues germanes petites, Lisa i Maggie. En diversos episodis de Els Simpson, els esdeveniments s'han lligat a moments específics, tot i que aquestes línies de temps de vegades es contradiuen en episodis posteriors. A "I Married Marge" (temporada 3, 1991), el naixement de Bart es situa a principis dels anys vuitanta. A "Simpsorama" (temporada 26, 2014), Bart indica que el seu aniversari és el 23 de febrer, mentre que The Bart Book del creador de la sèrie Matt Groening ho enumera com l'1 d'abril, Dia dels Innocents als Estats Units. A "Bart's Birthday" (temporada 36, 2024), Bart, en un hipotètic final de la sèrie, celebra el seu onzè aniversari, per a la seva consternació, ja que sempre s'ha identificat tenint deu anys.

## Bartman
Bartman és un títol de revista d'historietes i l'àlter ego de Bart Simpson. Essencialment, i en adhesió a les seves robes normals, Bart usa una màscara púrpura i una capa per a convertir-se en Bartman. El nom, quan és escrit, duu una clar referència al nom de Batman, i Bartman és efectivament un superheroi d'aquest tipus.
No obstant això Bartman apareix en un capítol de la sèrie quan Lisa i Bart assisteixen a la convenció de còmics de Springfield. A l'adonar-se que si arriben disfressats els donarien un descompte especial, Bart li diu a sa germana "Aquest és un treball per a... Bartman!", apareixent llavors amb el mantell púrpura i la caputxa. A l'arribar a la taquilla el taquiller li pregunta "i tu qui ets?", "jo sóc, Bartman"; llavors el dependent li diu "no ho conec, paga complet". Durant aquesta part del capítol Bart apareix caracteritzat durant tota la convenció fins que el seu pare va per ells.
Aquest àlter ego és la base de la sèrie de poca durada de Bongo Comics (1993-1995), en la qual es va veure al jove Bart adoptar el mantell de la lluita contra el crim. Era ajudat per Milhouse, com una espècie de Robin, anomenat Houseboy. Com la roba de Bart, la de Milhouse era simple, incloent només una màscara verda i capa en adhesió a la seva roba comuna.
Bartman, al pur estil de Batman té la seua Bart-cova, la qual es troba localitzada sota l'arbre que existeix en la seva casa, també té la seva Bart-computadora (la qual va manllevar de Lisa). Per a accedir a la cova ha d'entrar per una porta oculta en el pis de la seva casa de l'arbre.
Bart també va tenir altres deures de superheroi com Noi Elàstic, Noi Cafè i el Noi Pastisset (quan Homer pren el rol de l'Home Peu).

## Influència cultural del personatge
El 1998, la revista americana Time va seleccionar a Bart Simpson com una de les 100 persones més importants del segle XX, en el lloc 46 de la llista, tot sent l'únic fictici de la tria. Anys abans, el 1990, ja va aparèixer a la portada de la prestigiosa revista. A més a més, juntament amb Lisa Simpson, va ocupar l'11é lloc de l'escalafó TV Guide's "Top 50 Greatest Cartoon Characters of All Time"
Les frases de Bart, com Ay, caramba, Don't have a cow, man!, Eay my shorts!, així com Multiplica't per zero, ha servit com a lema per a productes, com ara samarretes, des de l'inici de la sèrie.
En canvi,I didn't do it (Jo no ho he fet), ha estat la frase que explica quin és el tipus d'humor i de personalitat que desenvolupa en Bart. En els primers anys de la sèrie, va ser rebel i normalment escapava dels embolics sense càstig, amb la qual cosa va ser marcat com un pobre model per als xiquets per part d'associacions de pares i mares i per grups conservadors. Quan George H. W. Bush va assenyalar We're going to keep trying to strengthen the American family. To make them more like the Waltons and less like the Simpsons, pels col·legis americans van sortir samarretes amb la inscripció Underachiever ('And proud of it, man!'), per la qual cosa en molts centres van ser prohibides.